# ヴィッラノーヴァ・ディ・カンポサンピエーロ
ヴィッラノーヴァ・ディ・カンポサンピエーロ（伊: Villanova di Camposampiero）は、イタリア共和国ヴェネト州パドヴァ県にある、人口約6,200人の基礎自治体（コムーネ）。

## 地理

### 位置・広がり

#### 隣接コムーネ
隣接するコムーネは以下の通り。括弧内のVEはヴェネツィア県所属を示す。
- ボルゴリッコ
- カンポダルセゴ
- ピャニーガ (VE)
- サンタ・マリーア・ディ・サーラ (VE)
- ヴィゴンツァ

### 気候分類・地震分類
ヴィッラノーヴァ・ディ・カンポサンピエーロにおけるイタリアの気候分類 (it) および度日は、zona E, 2467 GGである。
また、イタリアの地震リスク階級 (it) では、zona 3 (sismicità bassa) に分類される。